# 宇宙研究リモートセンシング機構
宇宙研究リモートセンシング機構（ベンガル語: মহাকাশ গবেষণা ও দূর অনুধাবন কেন্দ্র, Space Research and Remote Sensing Organization, SPARRSO）はバングラデシュの国立宇宙機関。1980年に設立され、宇宙科学、リモートセンシング、国内の地理情報システムの平和利用を目的としている。SPARRSOは他国との密接な協力のもと研究を行っている。

## 活動
欧州宇宙機関（ESA）のERS-1やカナダのレーダーサットのレーダー観測データを用いて、洪水監視調査研究を実施している。また、アメリカのNOAA、日本のMTSAT、インドのINSATの受信局を持つ一方、中国から風雲気象衛星データ受信設備の供与を受けている。
その他、ESA資金によるオランダとの協力の下、ERS-2のレーダー観測データを利用する低コスト小型簡易可搬型PCベース画像受信局システム、RAPIDSを開発し、運用中である。
2009年4月にはシェイク・ハシナ首相が「2013年までにバングラデシュ初となる人工衛星を保有する計画がある」と発表し、同年9月には2011年までに他国の助けを借りて、通信衛星を打ち上げる予定であると政府が公式に発表した。